# Bernhard Britz
Bernhard Rudolf Britz (Skänninge, Östergötland, 27 de març de 1906 - Floda, Västra Götaland, 31 de maig de 1935) va ser un ciclista suec que va córrer a finals dels anys 20 i començaments dels anys 30 del segle xx, fins que el xoc amb un camió durant la disputa d'una cursa li causà la mort el 1935.
Els seus èxits esportius més destacats foren dues medalles de bronze aconseguides als Jocs Olímpics de Los Angeles de 1932, en la contrarellotge individual i en la contrarellotge per equips, formant equip amb Arne Berg i Sven Höglund.

## Palmarès
- 1927
  -  Campió de Suècia de 100 km contrarellotge, classificació per equips (amb Gösta Carlsson i Folke Nilsson)
- 1928
  -  Campió de Suècia de 100 km contrarellotge, classificació per equips (amb Gösta Carlsson i Folke Nilsson)
- 1927
  -  Campió de Suècia de 100 km contrarellotge, classificació per equips (amb Rolf Carlberg i Folke Nilsson)
- 1930
  -  Campió de Suècia en ruta
  -  Campió de Suècia 100 km contrarellotge
  -  Campió de Suècia de 100 km contrarellotge, classificació per equips (amb Gösta Björklund i Hjalmar Pettersson)
  - 1r a la Nordisk Mesterskab, classificació per equips (amb Sven Thor, Walter Winberg i Hjalmar Pettersson)
- 1932
  -  Medalla d'or en la contrarellotge individual dels Jocs Olímpics de Los Angeles
  -  Medalla d'or en la contrarellotge per equips dels Jocs Olímpics de Los Angeles
- 1933
  -  Campió de Suècia en ruta
  -  Campió de Suècia 100 km contrarellotge
  -  Campió de Suècia de 100 km contrarellotge, classificació per equips (amb Gustaf Svensson i Nils Velin)
  - 1r a Mälaren Runt, Stockholm
  - 1r a la Nordisk Mesterskab, contrarellotge individual
  - 1r a la Nordisk Mesterskab, classificació per equips (amb Sven Höglund, Folke Nilsson i Gustaf Svensson)
  - 1r a Skandisloppet